# Prosthechea cochleata
Prosthechea cochleata är en orkidéart som först beskrevs av Carl von Linné, och fick sitt nu gällande namn av Wesley Ervin Higgins. Prosthechea cochleata ingår i släktet Prosthechea och familjen orkidéer.

## Underarter
Arten delas in i följande underarter:
- P. c. cochleata
- P. c. triandra

## Bildgalleri

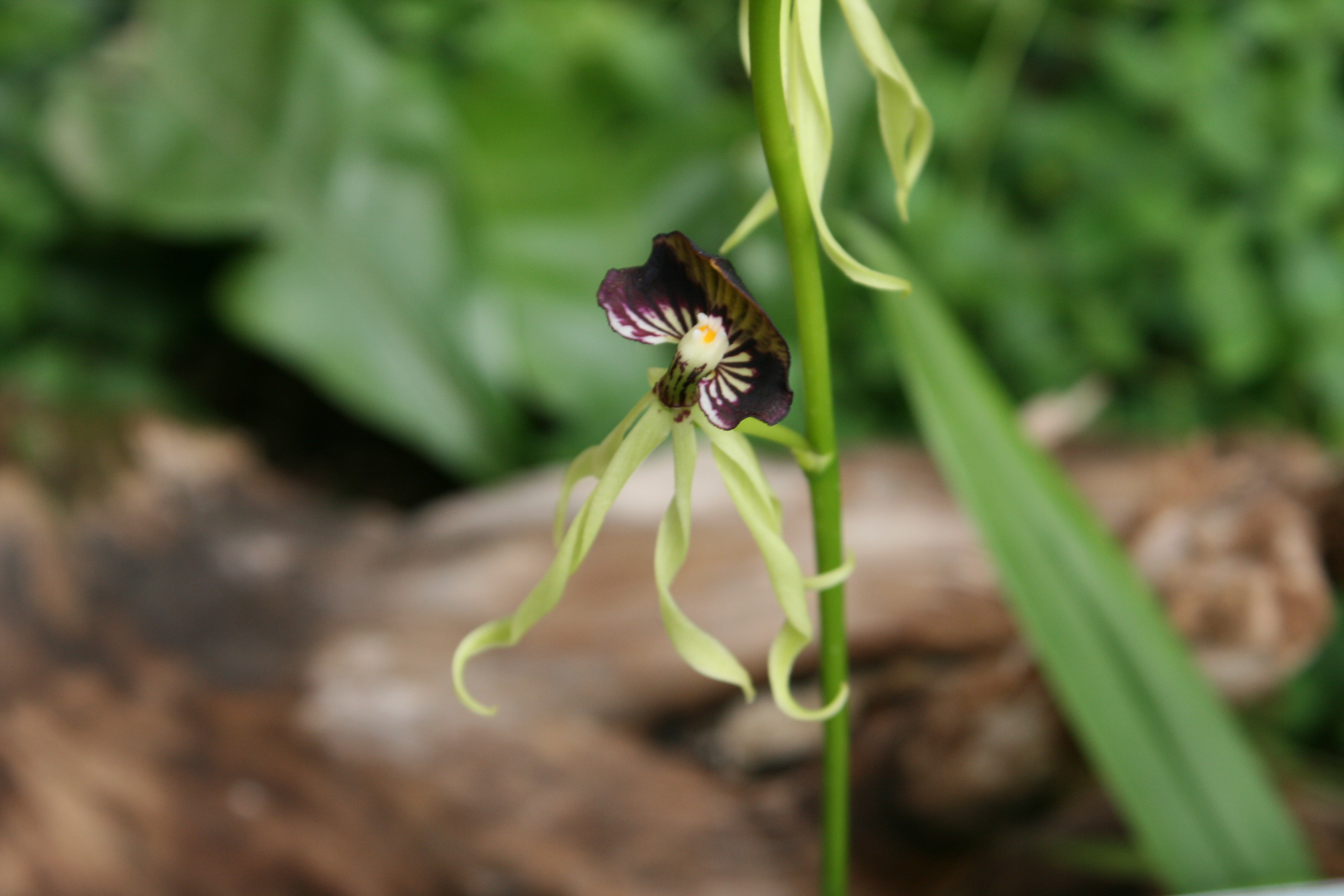
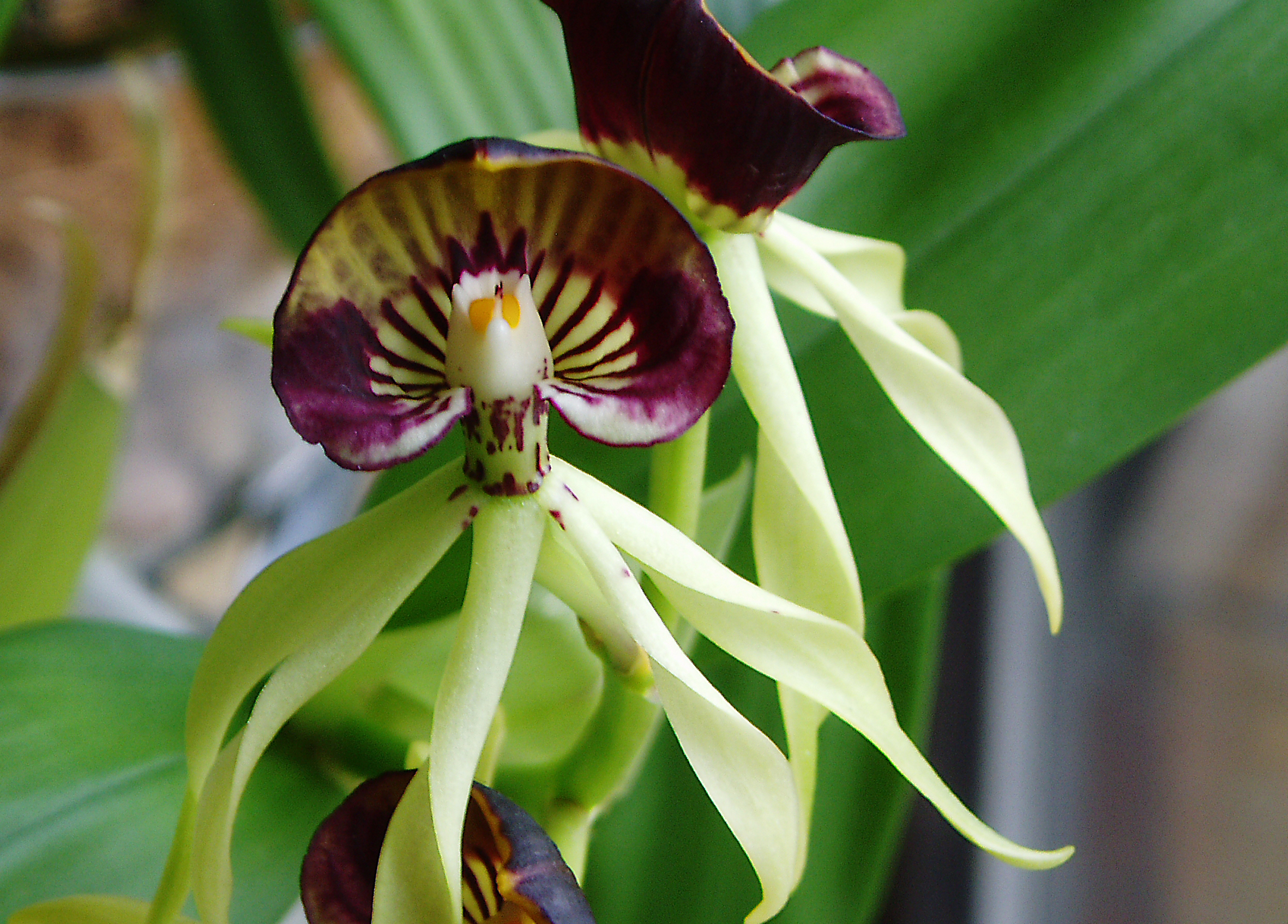
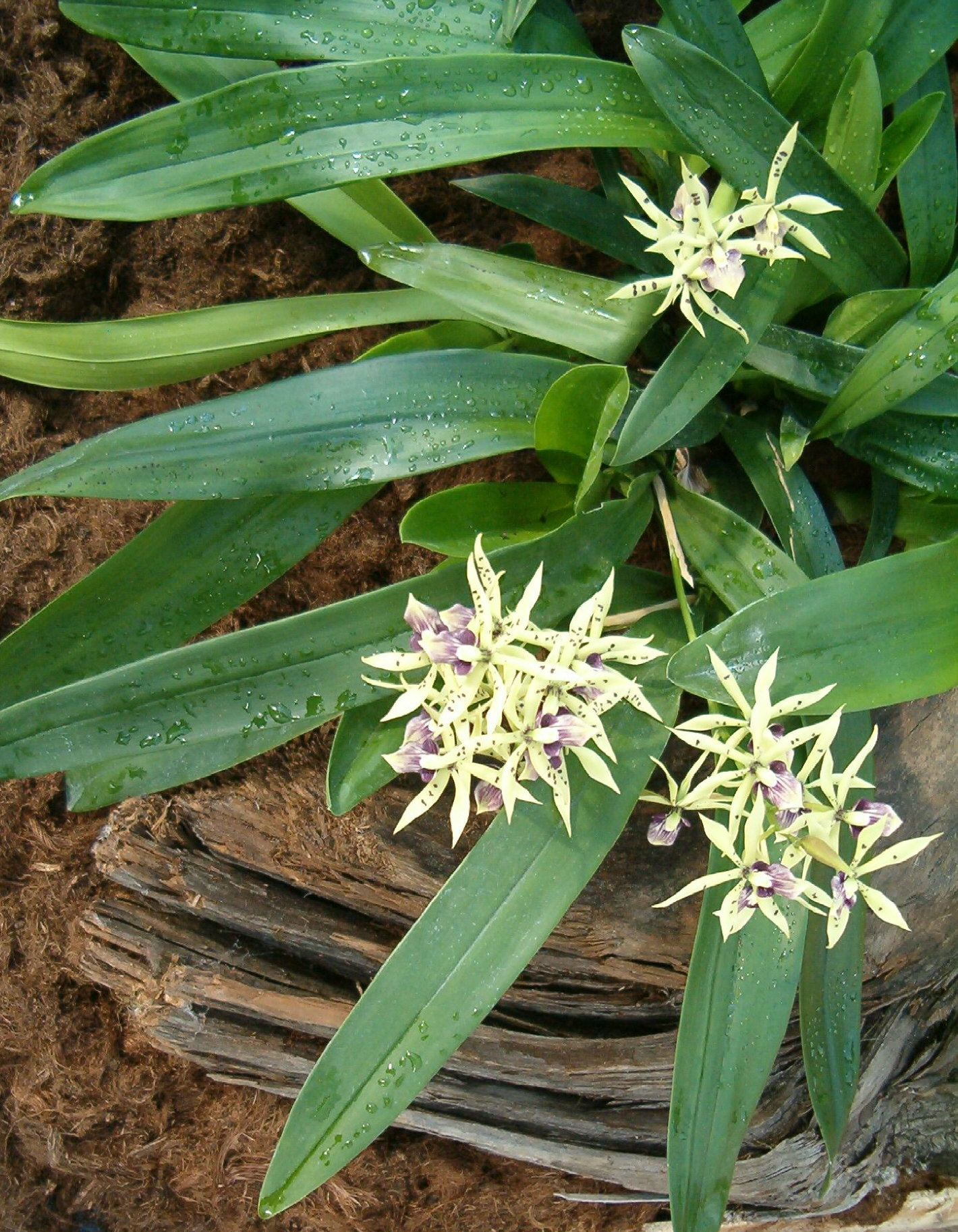
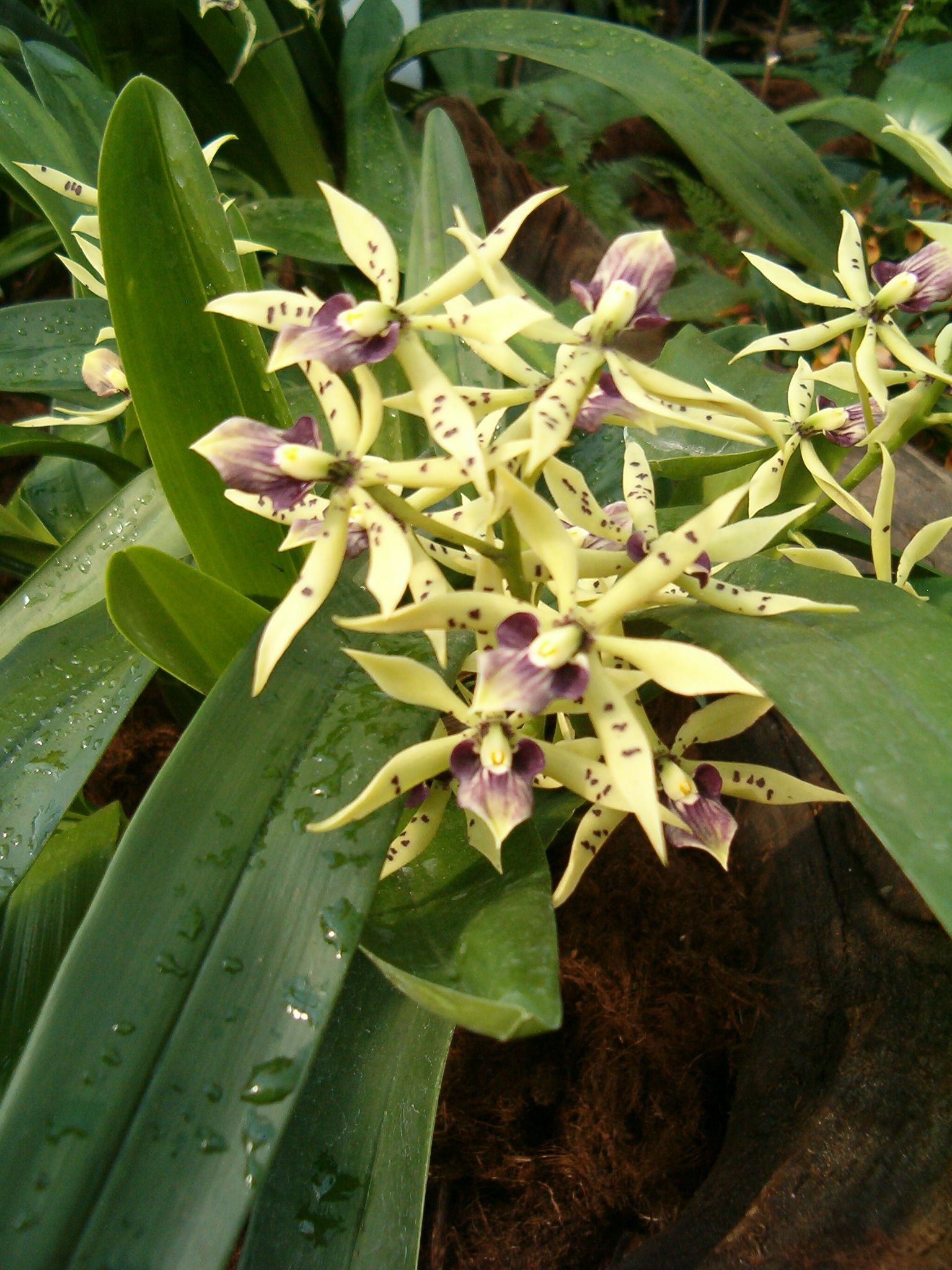
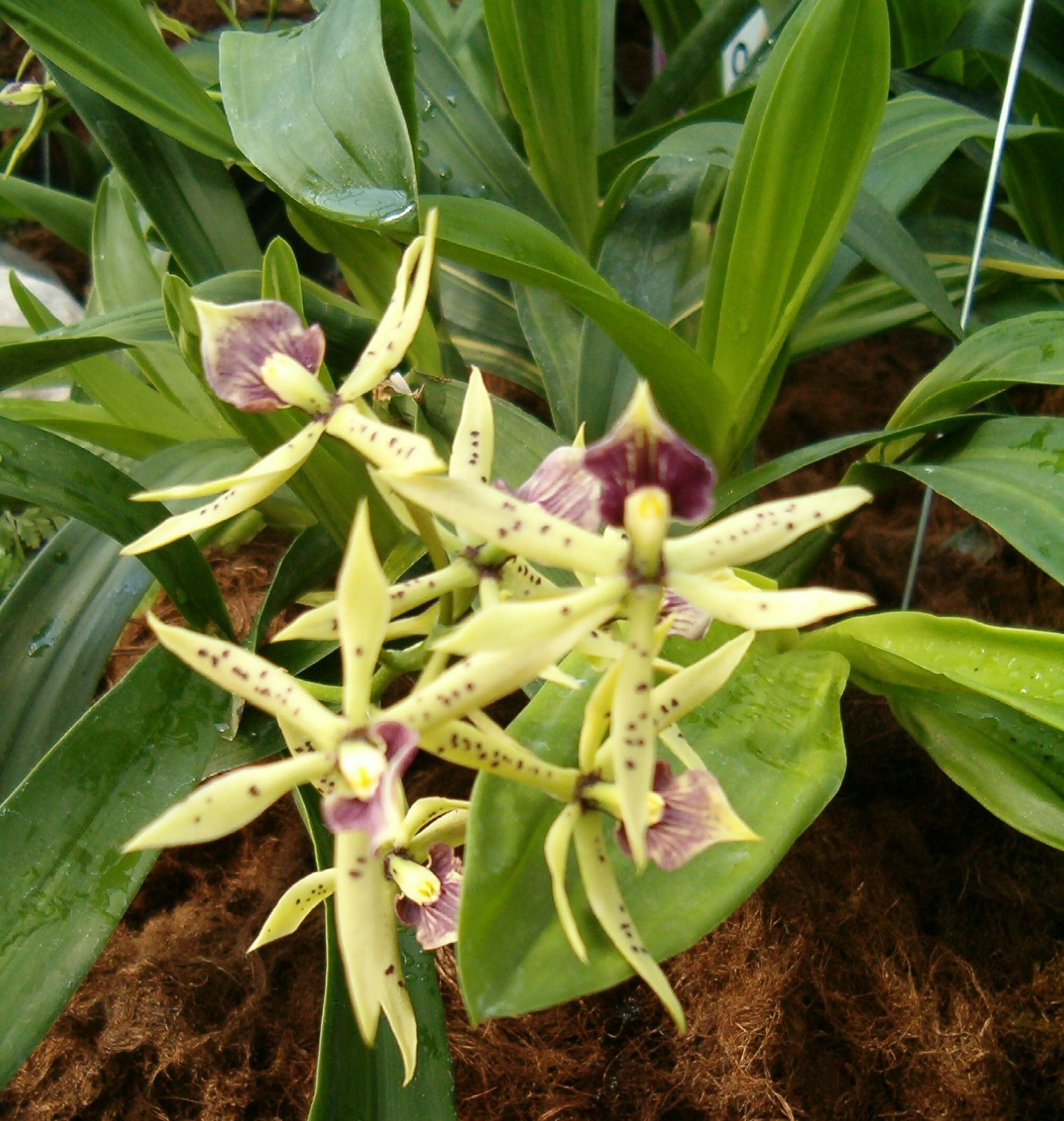
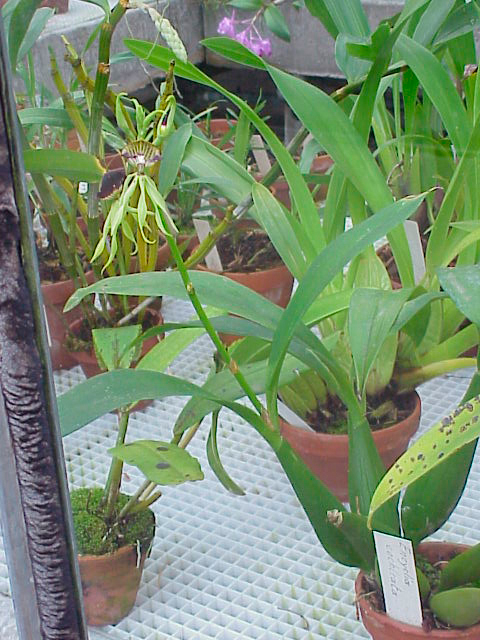